# Choctella
Choctella är ett släkte av mångfotingar. Choctella ingår i familjen Choctellidae.
Choctella är enda släktet i familjen Choctellidae.
Kladogram enligt Catalogue of Life:
| Choctella | \| \| Choctella cumminsi \| \| \| \| \| \| Choctella hubrichti \| \| \| \| |
|           | \| \| Choctella cumminsi \| \| \| \| \| \| Choctella hubrichti \| \| \| \| |
|           | Choctella cumminsi                                                         |
|           |                                                                            |
|           | Choctella hubrichti                                                        |
|           |                                                                            |